# Kupellonura proberti
Kupellonura proberti är en kräftdjursart som beskrevs av Johann-Wolfgang Wägele 1985. Kupellonura proberti ingår i släktet Kupellonura och familjen Hyssuridae.
Artens utbredningsområde är havet kring Nya Zeeland. Inga underarter finns listade i Catalogue of Life.